# Santiuste
Santiuste è un comune spagnolo di 19 abitanti situato nella comunità autonoma di Castiglia-La Mancia.